# Демонстрація на вулиці Розенштрасе

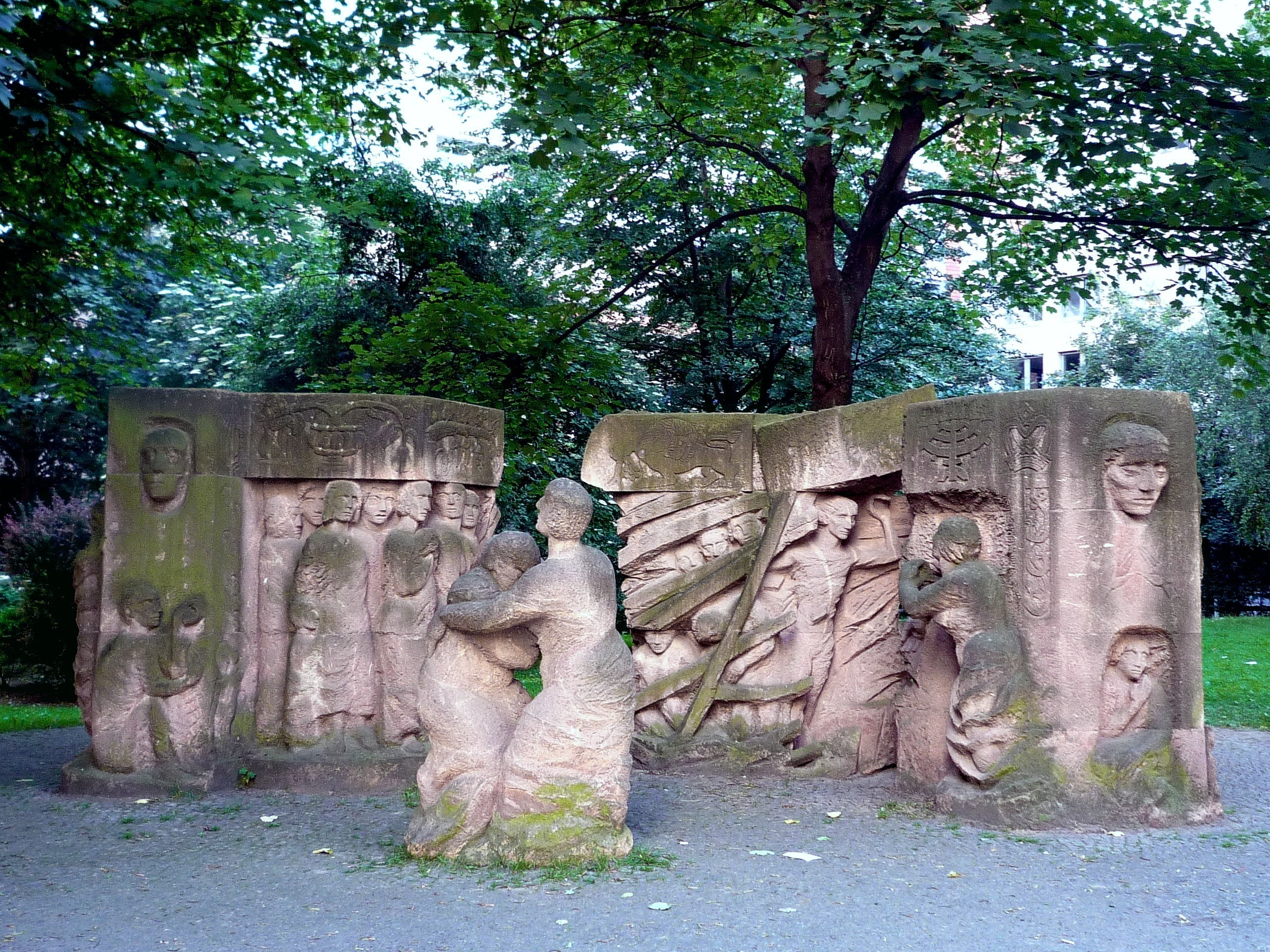
Пам'ятна скульптура роботи Інгеборга Ханцінгера, присвячена демонстраціям на вулиці Розенштрасе

Демонстрація на вулиці Розенштрасе (нім. Rosenstraße-Protest) — найбільша спонтанна протестна демонстрація, що сталась у Берліні в часи Третього Рейху. Наприкінці лютого/початку березня 1943 року дружини-«арійки» зі «змішаних шлюбів» (нім. Mischehe) та інші члени родин розпочали масову демонстрацію з вимогою звільнити заарештованих євреїв.

## Перебіг

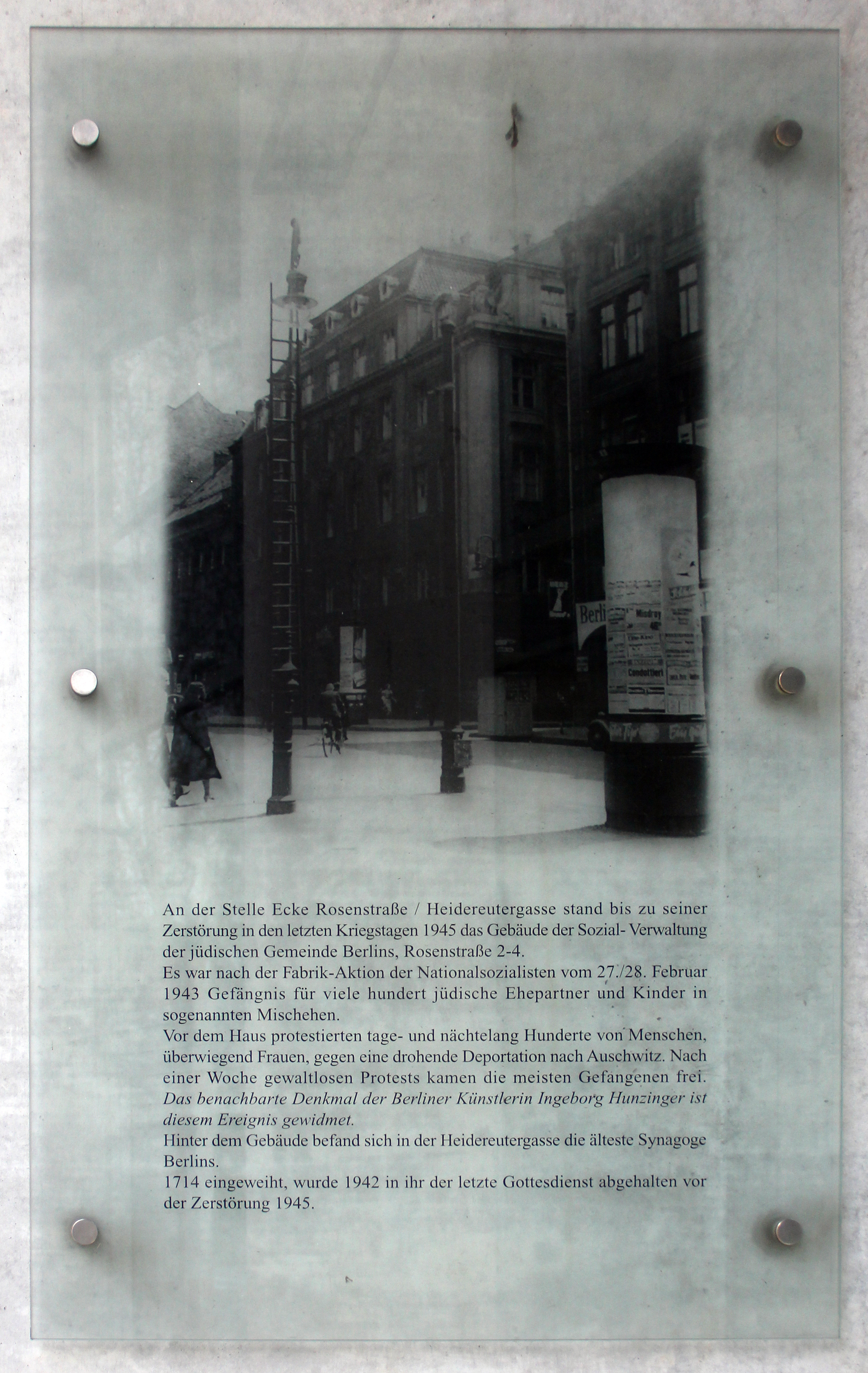
Меморіальна дошка на будинку за адресою Розенштрасе, 2, район Мітте, Берлін

27 лютого 1943 року під час так званої «фабричної кампанії» СС і Гестапо почали заарештовувати та відправляти до концтаборів євреїв, що досі залишились у Берліні. Серед майже 8000 заарештованих євреїв багато належали до змішаних родин або були «дорівняними до євреїв» (нім. Geltungsjude). Їх (близько 2000 осіб) було відокремлено від решти та відправлено до приміщення соціальної служби єврейської громади, що знаходилась у центрі Берліна за адресою Розенштрасе, 2-4, неподалік площі Александерплац.
Уже надвечір 27 лютого перед будинком зібралася група осіб, які назвали себе дружинами та родичами ув'язнених. Час від часу голосно лунали вимоги звільнити затриманих.
Протягом наступних днів перед будинком залишалось кількасот протестувальників, що періодично зміняли один одного. Поліція багато разів вимагала від жінок звільнити вулицю. Однак вони лише розходились по прилеглих провулках, аби повернутися через деякий час. Існують свідчення того, що поліція погрожувала застосувати силу, а дехто з демонстрантів був заарештований. Але ці повідомлення не підтверджено рештою свідків подій та іншими джерелами, і тому історики вважають їх недостовірними.

## Результати
5 березня 25 із затриманих демонстрантів на Розенштрасе були депортовані на примусові роботи в концентраційний табір Аушвіц III Моновіце. Однак за кілька тижнів їх було звільнено. Для громадськості ці події пояснили надто завзятим виконанням вказівок Головного управління імперської безпеки, згідно з якими окремі групи осіб не підлягали депортаціям.
Починаючи з 2 березня, зібраних на Розенштрасе євреїв почали відпускати на волю як партнерів зі «змішаного шлюбу» або «достовірних євреїв», у декого з них були виявлені «виняткові обставини». Ймовірно, майже всіх із двох тисяч заарештованих на Розенштрасе було звільнено після того, як було перевірено їхні особисті дані та точно встановлено «статус».
З 6000 євреїв, яких утримували в інших в'язницях, деяких було депортовано до Терезіну. Більшість, однак, було депортовано до концтаборів Аушвіц-Біркенау, де більша частина була одразу страчена.
Звільнені протестувальники мали звернутись до відділу з працевлаштування та для відправки на примусові роботи. Істотна частина була направлена на роботу в Імперський союз євреїв у Німеччині та його відділи. Там вони замінили «повністю єврейських» робітників, які були депортовані.

## Свідчення

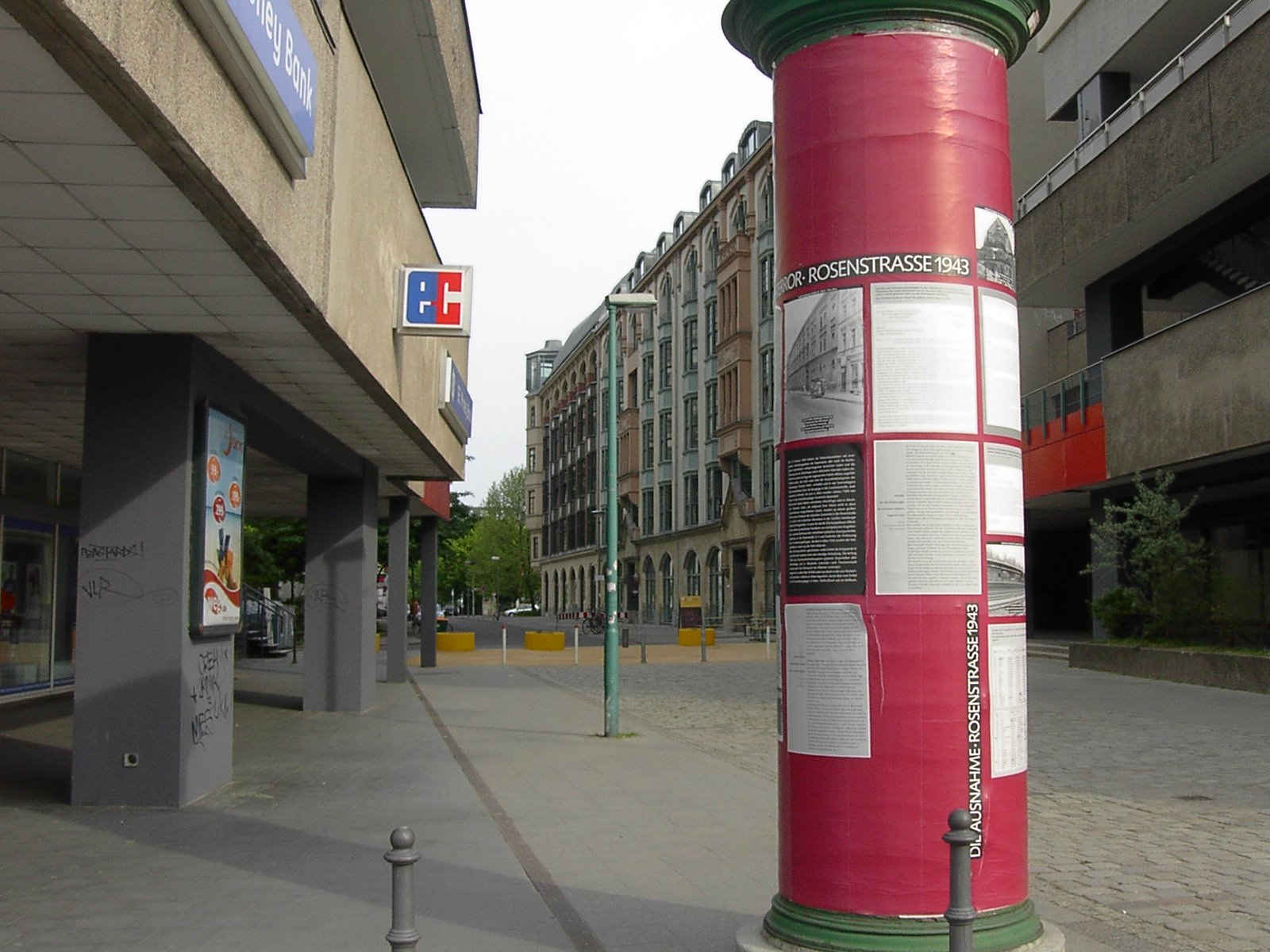
Пам'ятна колона на вулиці Розенштрасе

Такий перебіг подій знаходить підтвердження в письмовій заяві до Головного управління імперської безпеки від 20 лютого 1943 про необхідність звільнити від депортації євреїв, що належать до змішаних шлюбів, та інші подібні групи осіб. Необхідна перевірка та встановлення особи кандидатів на депортацію мала відбутись у будинку на Розенштрасе 2-4. Історик Вольф Грюнер вказує на той факт, що із 8000 євреїв, що належали до змішаних подружжів, ув'язнено було лише незначну частину, що не передбачало подальшої депортації. Ці джерела та аргументи суперечать поширеному варіанту інтерпретації про ефективний «протест сміливих жінок», який примусив владу звільнити ув'язнених євреїв під приводом їхньої належності до змішаних шлюбів.
Також звільнення заарештованих пояснюють втручанням Адольфом кардиналом Бертрамом.
Інші дослідники спираються на спогади свідків подій, які, однак, інколи бувають суперечливими. Вони припускають, що особисто Геббельс віддав наказ про звільнення для заспокоєння тривалого протесту, і як доказ наводять запис у його щоденнику від 6 березня:
Навіть за нинішніх обставин [попри заподіяну важким бомбардуванням шкоду] СД вважає за доцільне не припиняти евакуацію євреїв. На жаль, поблизу одного єврейського будинку для людей похилого віку стались неприємні сцени, коли стало збиратись багато людей та, частково, представників Єврейської партії. Я віддав СД наказ уповільнити евакуацію євреїв у такий складний час. Ми ліпше перечекаємо декілька тижнів, аби потім взятись до справи іще ґрунтовніше.
Оригінальний текст (нім.)
Gerade in diesem Augenblick [nach schweren Zerstörungen durch Bombenangriffe] hält der SD es für günstig, in der Judenevakuierung fortzufahren. Es haben sich da leider etwas unliebsame Szenen vor einem jüdischen Altersheim abgespielt, wo die Bevölkerung sich in größerer Menge ansammelte und zum Teil sogar für die Juden Partei ergriff. Ich gebe dem SD Auftrag, die Judenevakuierung nicht ausgerechnet in einer so kritischen Zeit fortzusetzen. Wir wollen uns das lieber noch einige Wochen aufsparen; dann können wir es umso gründlicher durchführen.
Цей фрагмент має служити підтвердженням того, що Геббельс наказав припинити кампанію через протести. Насправді, однак, її втілення було прискорене. 11 березня 1943 року Геббельс поскаржився, що протести стались лише через те, що першими були заарештовані «привілейовані» євреї:
Евакуація євреїв із Берліна спричинила деякі проблеми. На жаль, спочатку були заарештовані євреї та єврейки із привілейованих подружжів, що посилило страхи та спричинило суспільні хвилювання.
Оригінальний текст (нім.)
Die Evakuierung der Juden aus Berlin hat doch zu manchen Misshelligkeiten geführt. Leider sind dabei auch die Juden und Jüdinnen aus privilegierten Ehen zuerst mit verhaftet worden, was zu großer Angst und Verwirrung geführt hat.
Навіть ті історики, які вважають, що до звільнення заарештованих призвели не протести, тим не менш, вважають їх яскравим та поодиноким прикладом мужності в умовах тоталітаризму. Успіх або невдача, тому, не може слугувати для оцінки протестів з погляду моралі.

## Пам'ять

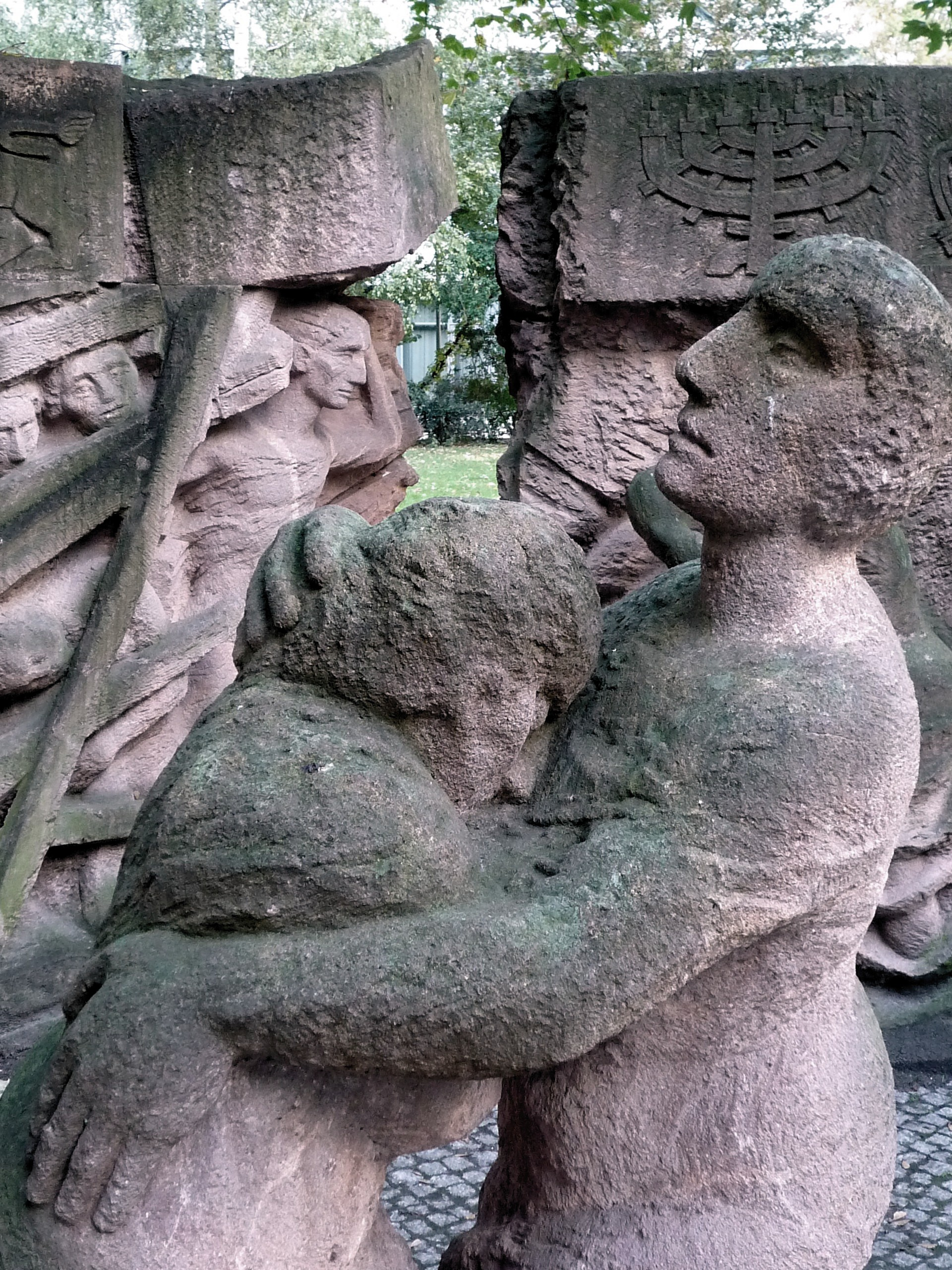
Пам'ятна скульптура.

### Пам'ятники
У пам'ять про події на вулиці Розенштрасе було встановлено декілька пам'ятників:
- Пам'ятну колону;
- Блок із жінок, скульптура, що складається з кількох частин роботи Інгеборга Ханценгера (відкрита 1995 року).

### Фільми
2003 року вийшов у світ фільм Маргарет фон Тротт, присвячений протестним подіям на вулиці Розенштрасе. Критики, зокрема Біате Майєр, вважають, що фільм спотворює деякі історичні факти.